# Ерфуртський університет

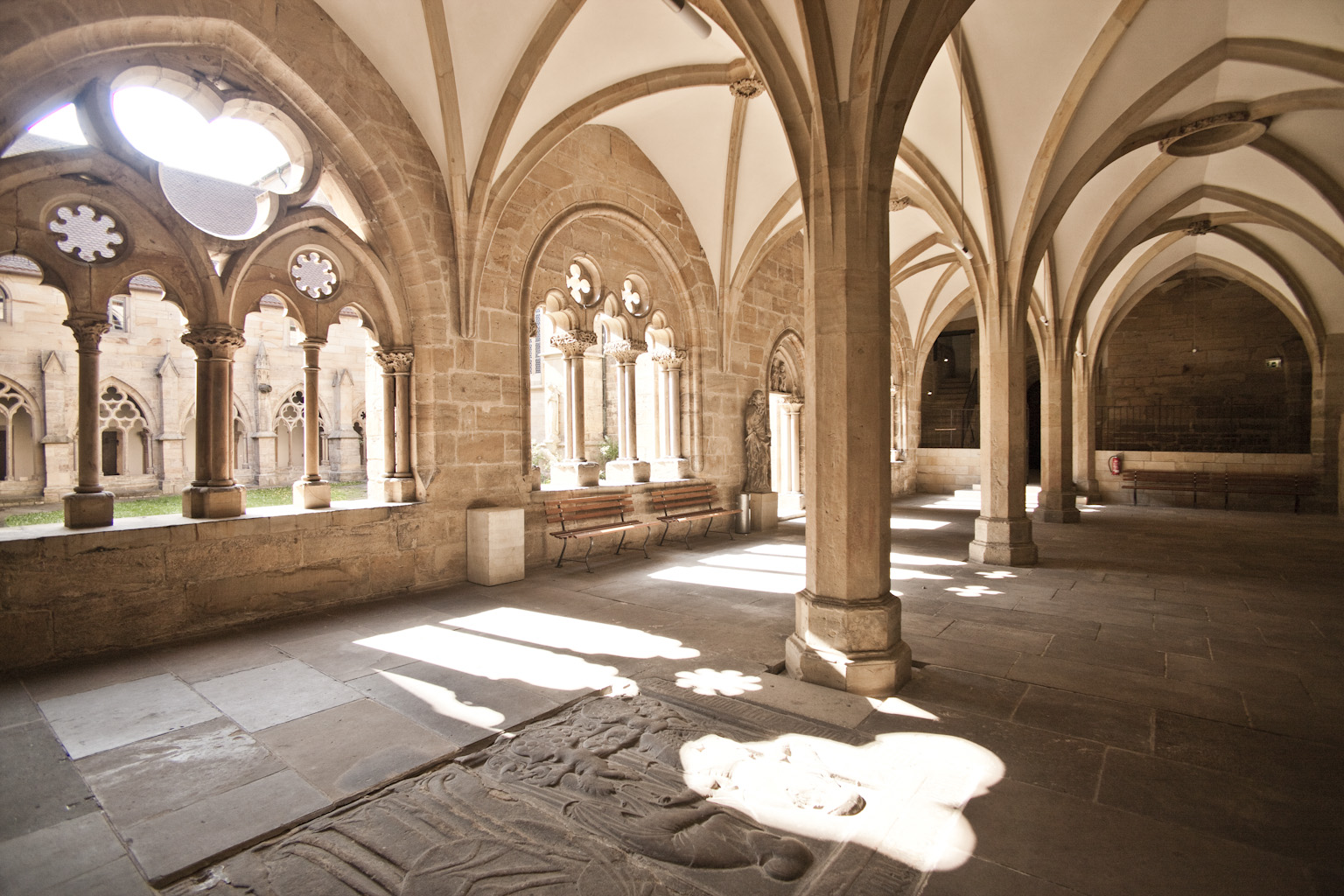
Факультет католицької теології

Ерфуртський університет (нім. Universität Erfurt) — публічний університет у місті Ерфурт, один з найдавніших університетів Німеччини. Заснований 1389 року, підтверджений 1392 року, закритий 1816 року. 1994 року, через чотири роки після возз'єднання Німеччини, університет в Ерфурті було засновано повторно.

## Структура
- Педагогічний факультет
- Факультет католицької теології
- Філософський факультет (гуманітарний факультет)
- Факультет права, економіки й соціальних наук
- Центр культурологічних і соціальних досліджень імені Макса Вебера
- Дослідницький центр соціальних і культурологічних наук в Готі

## Відомі випускники
- Мартін Лютер, засновник лютеранства
- Ульріх фон Гуттен, німецький протестантський теолог
- Йоганн Гутенберг, німецький першодрукар (приналежність спірна)
- Йоганн Шонер, німецький астроном, астролог, математик і географ.
- Кристіан Віланд, німецький поет
- Август Найдгардт фон Ґнайзенау, прусський військовик